# Кичурени (Прахова)
Кичурени (рум. Chiciureni) насеље је у Румунији у округу Прахова у општини Манечу-Унгурени. Oпштина се налази на надморској висини од 553 m.

## Становништво
Према подацима из 2002. године у насељу је живело 225 становника, од којих су сви румунске националности.